# Dufur
Dufur is een plaats (city) in de Amerikaanse staat Oregon, en valt bestuurlijk gezien onder Wasco County.

## Demografie
Bij de volkstelling in 2000 werd het aantal inwoners vastgesteld op 588. In 2006 is het aantal inwoners door het United States Census Bureau geschat op 584, een daling van 4 (-0,7%).

## Afbeeldingen

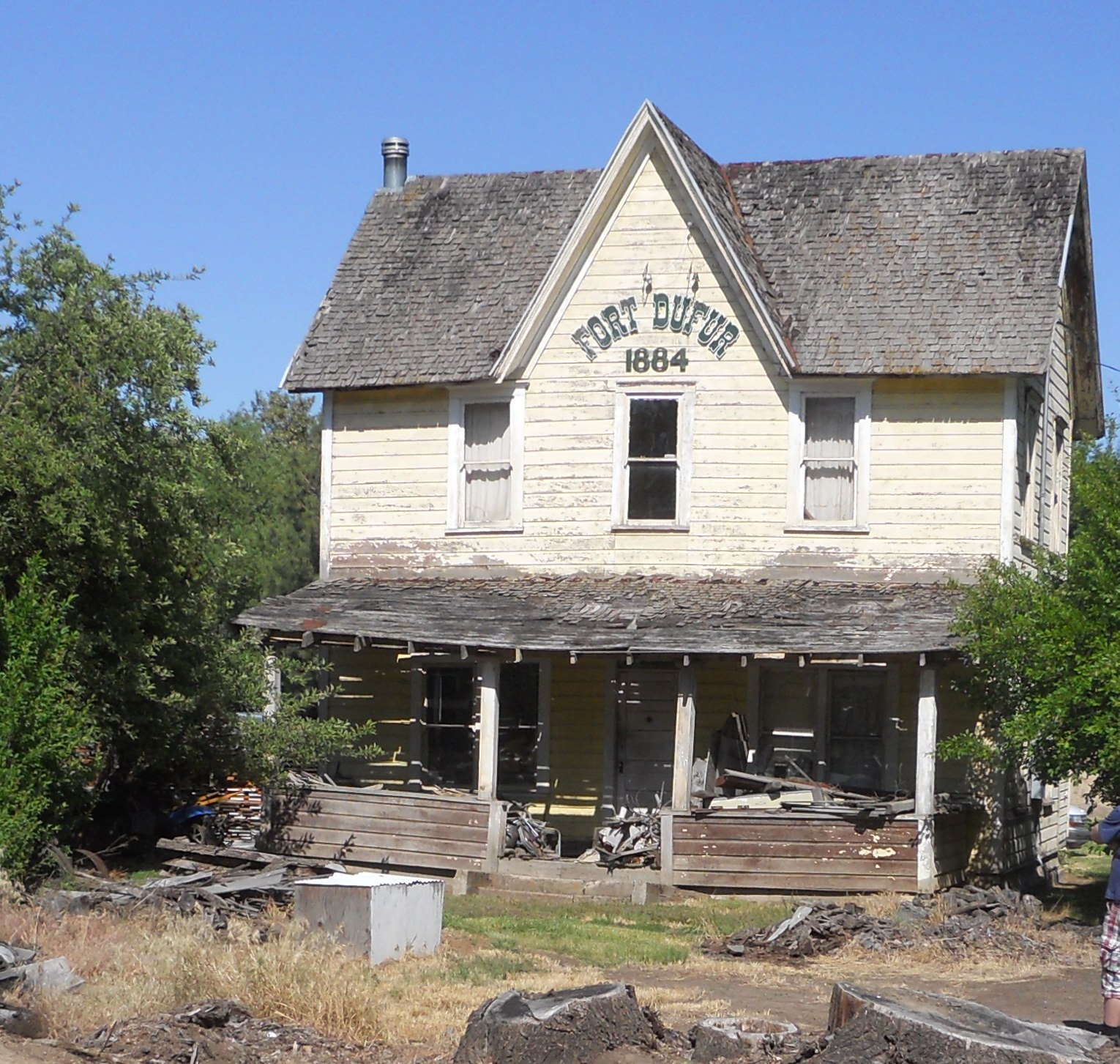
Fort Dufur

## Geografie
Volgens het United States Census Bureau beslaat de plaats een oppervlakte van 1,5 km², geheel bestaande uit land.

## Plaatsen in de nabije omgeving
De onderstaande figuur toont nabijgelegen plaatsen in een straal van 28 km rond Dufur.